# Stanisław Jeziorny
Stanisław Jeziorny (ur. 5 stycznia 1924, zm. 22 lipca 2016) – polski uczestnik II wojny światowej, major Wojska Polskiego.

## Życiorys
W trakcie II wojny światowej, w 1940 został deportowany przez niemieckie władze okupacyjne na roboty przymusowe, a następnie przymusowo wcielony do armii niemieckiej z której zdezerterował wstępując do 1. Dywizji Pancernej gen. Stanisława Maczka, a następnie służąc w 4. kompanii Batalionu Strzelców Podhalańskich, w stopniu starszego strzelca. Brał udział w wyzwalaniu francuskich, belgijskich i holenderskich miast. 
W 1946 został zdemobilizowany i powrócił do Polski. Był brutalnie przesłuchiwany przez funkcjonariuszy PUBP. W 2015 został wyróżniony tytułem Honorowy Obywatel Gminy Łęka Opatowska.
1 lipca 2021 został ogłoszony zwycięzcą konkursu na patrona Zespołu Szkół w Łęce Opatowskiej.

## Ordery i odznaczenia
- Krzyż Kawalerski Orderu Odrodzenia Polski (2016)[2]
- Krzyż Walecznych[3][4]
- Złoty Krzyż Zasługi[4]
- Medal „Pro Memoria”[4]